# Мозамбикская епархия
Мозамби́кская епископи́я (греч. Ιερά Επισκοπή Μοζαμβίκης) — бывшая епархия Александрийской Православной Церкви с кафедрой в городе Мапуту, Мозамбик. В юрисдикцию епархии входил Мозамбик. 

## История
1 ноября 2006 года патриаршим и синодальным указом Александрийской православной церкви была учреждена Мозамбикская епископия с кафедрой в Мапуту, будучи выделена из Зимбабвийской митрополии. Ко времени основания епархии её паства насчитывала около 600 человек. Значительную часть православной общины Мозамбика составляли выходцы из Украины, Белоруссии, Болгарии, а также греки, эфиопы, киприоты, русские, румыны и сербы. 27 апреля 2014 года в епархии было совершено первое рукоположение иерея из числа местных жителей.
По данным Патриаршего экзархата Африки, в Мозамбике на начало 2020-х годов было два прихода Александрийского Патриархата, ориентированные преимущественно на окормление местных греков. После визита иереев Георгия Максимова и Иустина Мартина 1‒4 июля 2023 года здесь началась миссия Патриаршего экзархата Африки РПЦ. Приняты в экзархат остатки общины АПЦ в городе Бейра, более двух лет остававшиеся без богослужений и посещения священником. Также иерей Георгий создал общину в столице страны Мапуто, преимущественно состоящую из россиян.
15 февраля 2024 года епархия была упразднена, а её территория была присоединена к Замбийской митрополии.

## Архиереи
- 27 ноября 2006 — 6 октября 2009 — Феодор (Димитриу)
- 17 октября 2010 — 24 ноября 2015 — Иоанн (Цафтаридис)
- 24 ноября 2015 — 1 мая 2021 — Хризостом (Карагунис)
- 1 мая 2021 — 15 февраля 2024, в/у — Иоанн (Цафтаридис), митр. Замбийский[5].